# Megumi Hinata
Megumi Hinata (日向 めぐみ Hinata Megumi?) es una cantante, letrista y compositora de música japonesa. Ella está actualmente en la cabeza de Mellow.

## Biografía
Megumi Hinata comenzó a aprender a tocar el piano a la edad de cuatro años, y dijo que se interesó en la música en la segunda mitad de la escuela primaria, que pasó en los Estados Unidos. Después de regresar a Japón, comenzó a escribir letras y música, y participó en actividades de la banda en la escuela.
Hinata habla con considerable fluidez inglés. Sus letras a menudo contienen versos enteros o coros en inglés, y ella incluso ha escrito algunas canciones íntegramente en inglés. También ha traducido canciones para otros artistas de inglés a japonés (canción de Hilary Duff "I Can't Wait", por ejemplo), así como del japonés al inglés.

## Carrera
A lo largo de su carrera ha operado bajo muchos nombres. Bajo la dirección de Kohmi Hirose, Megumi Hinata tuvo su debut como cantante en 1998 como Gumi (グミ) y canta el tema musical y varias canciones de inserción para el inmensamente popular anime Card Captor Sakura. Ella cambió su nombre artístico en solitario a meg rock en 2004. 
Además de su carrera como solista, ella tenía un proyecto paralelo con Akimitsu Honma 2000-2001 joya llamada, y otra con Ritsuko Okazaki comenzó en abril de 2002 Melocure llama, que terminó abruptamente debido a la muerte de Okazaki en 2004. Melocure creó la música para varias series de anime como UFO Ultramaiden Valkyrie, Stratos 4 y Oku-sama wa Mahō Shōjo: Agnes Hechizada. 
Como productor y letrista, es conocida, ya sea como Megumi Hinata, meg meg hinata o meg rock. Ha producido canciones para un gran número de cantantes, el más famoso de los cuales incluyen Chieko Kawabe, Tamaki Nami y Shoko Nakagawa.

## Discografía

### Singles
- 04/22/1998 Catch You Catch Me / HITORIJIME (ヒトリジメ) (como Gumi) - primer tema de apertura de temporada de Cardcaptor Sakura
- 26/07/2000 c / w usted. (Como g.e.m.)
- 07/20/2002 Itoshii Kakera (愛しい か けら) (en Melocure) - primer tema de apertura de temporada a UFO Ultramaiden Valkyrie
- 02/01/2003 primera prioridad (en Melocure) - tema de apertura de Stratos 4
- 10/22/2003 Meguriai (めぐり 逢い) (en Melocure) - segundo opening a UFO Ultramaiden Valkyrie
- 02/23/2005 Bebé Baja Tensión (ベビーローテンション) (como meg rock) - tema de apertura de Peach Girl
- 22/06/2005 Natsu no Mukogawa (夏 の 向こう 側) (como Megumi Hinata) - El tercer tema de apertura de temporada a UFO Ultramaiden Valkyrie
- 27/07/2005 Home & Away (ホーム y アウェイ) (en Melocure, c / w Joyería Kikuko Inoue) - tema de apertura de Okusama ha Mahō Shōjo
- 11/09/2005 trébol (como meg rock) - tema de apertura de SoltyRei
- 10/05/2006 incl. (Como meg rock) - ending de GIRL'S HIGH Joshikōsei
- 22/10/2008 Kimi no Koto (君 の こと) (como meg rock)
- 01/21/2009 Egao no Riyu (笑顔 の 理由) (como meg rock) - tema de apertura de Asu no Yoichi!

### Álbumes
- 10/25/2000 g.e.m. (Como g.e.m.)
- 17/03/2004 Melodic Hard Cure (メロディック ハード キュア) (en Melocure)
- 09/29/2004 Loveboat (ラブボ) (como meg rock)
- 02/27/2008 mighty roller coaster (como meg rock)

#### Otras canciones
- "Chiisa na Uta" (OVNI en Valkyrie Ultramaiden)
- "Go The Distance" (con MI: Lagro)
- "PEACE WITHIN THE BRIGHTNESS" (con MI: Lagro)
- "Picnic" (como gumi, en Card Captor Sakura)
- "super duper love love days" (como gumi, en Card Captor Sakura)
- "Sweet Darling" (producido por Masaharu Fukuyama)

### Producción / trabajo para otros artistas
- 3B LAB .*: asesora de Inglés
- Aki Misato: "Before", "Happiness"
- Ami Koshimizu: "Kokoro no Fukai Tokoro"
- Ami Koshimizu: "KOKORO no Fukai TOKORO"
- Athena & Robikerottsu (Hello! Project): "Honki MEKIMEKI * TOKIMEKIMEKI", "Yuugure Sherbet"
- Bakemonogatari anime: "Staple Stable", "Kaerimichi", "Ambivalent World", "Ren'ai Circulation", "Sugar Sweet Nightmare", "Orange Mint"
- Chieko Kawabe: "be your girl", "Cry baby", "Hoshi ni Negai wo", "I Can't Wait" (Hilary Duff cover), "little wing"
- Chinatouchable: "Haru Harari", "Shōri no Hanabira"
- Cluster'S: "Ryūsei Shoot"
- Dir en grey: translation of all lyrics in Kyo's poetry book Zenryaku, Ogenki Desu ka? Saihate no Chi Yori Na mo Naki Kimi ni Ai wo Komete... into English
- Hisayo Mochizuki: "Heart Wing -Kokoro no Tsubasa-", "Himitsu", "Tanoshii Eikaiwa de Happy Life wo!"
- Kana Ueda: "Dry Curry", "Kaze ni Nosete", "Namida-biyori"
- Masumi Asano: "Funsui Kōen"
- Megumi Ogata: "SHINKA-SHINKA"
- Nami Tamaki: "better half", "New World"
- Peach Girl anime: "Atashi ga Shuyaku!", "Tashika na Mono"
- Ritsuko Okazaki: "Itsu de mo Hohoemi wo"
- Ryōko Shintani: "Hajimete"
- Sh15uya / SAE: "Sekai no Owari"
- SHIPS (in Kirarin Revolution): "LOVE*MEGA"
- Shoko Nakagawa: "Catch You Catch Me", "happily ever after", "Kimi ni Melolon", "Macaroon♥Holiday", "Ōedo ha Carnival!", "Sherbet-iro no Jikan", "Sora-iro DAYS", "through the looking glass", "Tsuzuku Sekai"
- UFO Ultramaiden Valkyrie anime: "Kimi wo Sagashiteru", "Marble", "Save♥", "STAR WORDS", "Watashitachi no Miracle"